# Marcos Misdrahi
Marcos Misdrahi (* in Mexiko-Stadt) ist ein ehemaliger mexikanischer Fußballspieler, der vorwiegend im Mittelfeld agierte.

## Leben
Misdrahi gehörte zur Stammformation seines Heimatvereins UNAM Pumas, mit dem er in den Spielzeiten 1987/88 und 1990/91 die Finalspiele um die mexikanische Fußballmeisterschaft erreichte. Finalgegner war in beiden Fällen der im selben Stadtbezirk Coyoacán der mexikanischen Hauptstadt beheimatete Erzrivale América. Nachdem América sich 1988 durchsetzen konnte, gelang den Pumas 1991 die Revanche. In der Meistersaison 1990/91 erzielte Misdrahi zudem fünf seiner insgesamt zehn Erstligatore; in einem Zeitraum von nur zweieinhalb Monaten zwischen dem 29. November 1990 (2:1 gegen den anderen Stadtrivalen Cruz Azul) und dem 16. Februar 1991 (1:2-Niederlage bei den Tiburones Rojos Veracruz). Bereits zwei Jahre vorher gewann Misdrahi 1989 mit den Pumas den CONCACAF Champions Cup.
Nachdem er die Pumas 1992 verlassen hatte, absolvierte er noch jeweils eine Saison in der höchsten mexikanischen Spielklasse bei Monarcas Morelia und den Correcaminos UAT.